# Cyrus Vance
Cyrus Roberts Vance (27. ožujka 1917. – 12. siječnja 2002.), američki pravnik i političar. Obnašao je dužnost državnog tajnika SAD-a za vrijeme predsjednika Cartera od 1977. do 1980.  Prije službe na toj funkciji, bio je zamjenik ministra obrane Sjedinjenih Država u Johnsonovoj administraciji. Za vrijeme Kennedyjeve administracije bio je tajnik vojske i glavni savjetnik Ministarstva obrane.
Kao državni tajnik, Vance je pristupio vanjskoj politici s naglaskom na davanje prednosti pregovorima ispred sukoba i posebnim interesom za smanjenje naoružanja. U travnju 1980. dao je ostavku u znak protesta zbog operacije Orlova kandža, tajne misije spašavanja američkih talaca u Iranu. Naslijedio ga je Edmund Muskie.
Vance je bio rođak (i usvojenik) demokratskog kandidata za predsjednika i odvjetnika Johna W. Davisa iz 1924. godine. Bio je otac okružnog državnog odvjetnika Manhattana Cyrusa Vancea mlađeg.
Početkom 1990-ih obnašao je dužnost posebnog izaslanika glavnog tajnika UN-a za bivšu Jugoslaviju, nakon čega je prihvatio ulogu američkog izaslanika za rješavanje sukoba u Gorskome Karabahu.